# Vidya Liselotte Sundberg
Vidya Liselotte Sundberg Bajirao Wagh, känd som VIDYA, född den 1 december 1977 i Pune i indien, är en svensk-indisk pop- och jazzsångerska samt kompositör.

## Biografi
Vidya föddes i Pune i distriktet Maharashtra och växte upp i Gävle. Vidya studerade på improvisationsprogrammet vid vid Högskolan för scen och musik (Academy of music and drama) i Göteborg där hon tog  kandidatexamen 2004. 
2011 släppte hon sitt debutalbum Peace Play som blev uppmärksammat. och Dagens Nyheter.
2016 startade hon sitt nuvarande band tillsammans med trumslagaren Jon Fält. 2022 kom Vidyas andra skiva The Papillon. Skivan blev uppmärksammad i P4 Extramed Titti Schultz samt fick fina recensioner både i Sverige och internationellt samt nominerades till Manifest priset i kategorin "Årets jazz".
Musiken på The Papillon fick sitt uruppförande redan 2019 i konserten "Jorden i dig" tillsammans med kontrabasisten Georg Riedel, pianisten Johan Graden och trummisen Jon Fält. Konserten spelades in av Sveriges Radio P2
2022 startade Vidya ett samarbete med den engelska gitarristen Rob Luft

## Diskografi
- 2011 Peace Play[9]
- 2022 The Papillon[10]
- 2024 Adi Shakti[11]